# Ar (sår)
 For alternative betydninger, se Ar. (Se også artikler, som begynder med Ar)
Et ar (lat.: cicatrix) er et mærke efter et (helet) sår.
Arret kan være fysisk, på mennesker, dyr og planter. I fysiologien kendes begrebet arvæv.
Indenfor sundhedsvæsenet bruges betegnelsen cikatrice.
Begrebet kan også bruges mere indirekte, i overført betydning: Et ar i sjælen; et ar i historien; et ar i landskabet.
| Lægevidenskab | Spire Denne artikel om lægevidenskab er en spire som bør udbygges. Du er velkommen til at hjælpe Wikipedia ved at udvide den. |